# Protoanemonină
Protoanemonina (denumită și anemonol sau ranunculol) este un compus organic fiind o toxină regăsită la speciile din familia Ranunculaceae. Atunci când planta este rănită sau supusă macerării, glucozida instabilă care se găsește în plantă, ranunculina, este descompusă enzimatic în glucoză și protoanemonina toxică, care este lactona acidului 4-hidroxi-2,4-pentadienoic.
Contactul cu o plantă rănită provoacă mâncărimi, erupții cutanate sau bășici la contactul cu pielea sau mucoasele. Ingerarea toxinei poate provoca greață, vărsături, amețeli, spasme, hepatită acută, icter sau paralizie.
La uscarea plantei, protoanemonina intră în contact cu aerul și dimerizează la anemonină, care este ulterior hidrolizată într-un acid dicarboxilic netoxic.

## Reacții biochimice
|              | ranunculină                  |
| ↓ – glucoză  | (macerare, enzimatic)        |
|              | protoanemonină               |
| ↓ Dimerizare | (aer/umiditate)              |
|              | anemonin                     |
| ↓ Hidroliză  |                              |
|              | Acid 4,7-dioxo-2-decenedioic |